# Slimane Daoudi
Slimane Daoudi, surnommé Hamlaoui, né vers 1935 à Constantine, où il est mort au combat en juin 1960, est un combattant indépendantiste de la guerre d'Algérie.

## Biographie

### Enfance
L'enfant de Constantine a vécu des conditions difficiles dans son enfance, il fréquentait les salles de cinéma, vendant des bonbons à des clients.

### Engagement militant
Après le déclenchement de la Guerre d'Algérie, le 1er novembre 1954, Slimane Daoudi la rejoint comme simple feda'i et a rapidement gravi les échelons de responsabilité jusqu'à ce qu'il devienne responsable de la région de Constantine dans son domaine d'action, il menait des opérations de guérilla urbaine représentées par le placement de bombes, le meurtre d'officiers français et l'organisation de grèves, ce qui faisait de lui le centre d'une attention croissante de la part des autorités françaises pour l'arrêter.
Le nom de Hamlaoui était lié à plusieurs attentats, ayant fait plusieurs morts parmi la police française à Constantine, à l'image de la fusillade de la cité Bel Air qui avait fait deux morts, dont l’inspecteur de police Salles, ainsi que l’attentat de 4 mars 1959 à Sidi Mabrouk où le commissaire Cayol et son épouse furent tués par Hamlaoui.
Après plusieurs tentatives, les autorités françaises ont réussi à capturer Hamlaoui, le 8 janvier 1960, à la suite d'un accrochage entre lui et une patrouille française dans laquelle Hamlaoui a été grièvement blessé; il a donc été arrêté, mais a réussi à s'échapper après quelques jours de l'hôpital.

### Sa mort
Dans la nuit du 7 juin au 8 juin 1960, soit quatre jours après l’Aïd al-Adha, une attaque a eu lieu dans la Médina de Constantine. Hamlaoui, Mériem Bouatoura, Bachir Bourghoud et Mohamed Kechoud, membres de la zone 5 de la Wilaya II historique, se sont réfugiés dans l'un des appartements d'un immeuble de Constantine, puis ils ont été repérés.
Dès 4 h du matin, des contingents de l’armée française a été déployé, la zone située entre la place de la Brèche et la Casbah a été bouclée, le groupe de Hamlaoui a tenté de dénouer l'étau, armé de deux pistolets-mitrailleuses, de quatre pistolets automatiques et de quelques grenades à main. Vers 7 h 15, les murs de l’appartement ont été défoncés par les contingent français, les corps de Slimane Daoudi et Mériem Bouatoura ont été retrouvés, tandis que Bachir Bourghoud et Mohamed Kechoud ont été arrêtés, qui ont été grièvement blessés.

## Hommages
Quelques établissements portent le nom de Slimane Daoudi (Hamlaoui) dont l'ex école Julien Puyade à Constantine, et le Stade Chahid-Hamlaoui. 